# Territori Antàrtic Australià

El Territori Antàrtic Australià

El Territori Antàrtic Australià (TAA) és la regió de l'Antàrtida que reclama l'Austràlia, i el més gran que qualsevol Estat en reclama. Inclou totes les illes i el territori al sud del 60° S i entre els 44° 38′ E and 160° E, llevat de la Terra Adèlia (136° 11′ E to 142° 02′ E), que divideix el territori en dues seccions: el TAA Occidental i el TAA Oriental. Limita amb la Terra de la Reina Maud a l'oest i amb la Dependència Ross a l'est. La superfície total del TAA és de 5.896.000 km². El territori només és habitat pels empleats de les estacions de recerca. La Divisió Antàrtica Australiana gestiona l'àrea principalment amb el manteniment anual de les tres estacions: la base antàrtica Mawson, la base antàrtica Davis i la base antàrtica Casey.
La Terra Victoria fou reclamada primerament pel Regne Unit el 9 de gener, 1841, que posteriorment reclamà la Terra Enderby el 1930. El 1933, una ordre imperial transferí el territori al sud del 60° S i entre els meridians 160 E and 45 E a Austràlia. Les fronteres amb la Terra Adèlia foren establertes de manera definitiva el 1938. El 1947, el Regne Unit també hi transferí l'illa Heard i les illes McDonald. El 13 de febrer, 1954, s'hi establí l'estació Mawson, la primera estació australiana sobre el continent mateix i no pas sobre les illes adjacents.
La reivindicació de sobirania d'Austràlia és reconeguda pel Regne Unit, la Nova Zelanda, França i Noruega. Com a part del Tractat Antàrtic, que inclou totes les diferències d'opinions sobre les reivindicacions territorials, Austràlia només hi exercita la seva sobirania en maneres consistents amb allò que estipula el Tractat, que se signà el 23 de juny, 1961.